# Cylindrochytridium endobioticum
Cylindrochytridium endobioticum är en svampart som beskrevs av Willoughby 1964. Cylindrochytridium endobioticum ingår i släktet Cylindrochytridium och familjen Chytridiaceae.   Inga underarter finns listade i Catalogue of Life.